# Обсада на Киев (1240)
Обсадата на Киев (1240) е едно от централните събития по време на западните походи на монголите през 1236 – 1242 г. и монголското нашествие в Русия от 1237 – 1240 г. Тя се провежда в началото на монголския поход от 1240 – 1242 г., чиято цел са владенията на Даниил Галицки, Полша и Унгария. Обсадата и превземането на Киев от обединените войски на монголските улуси, водени от чингизида Бату и военачалника Субетей, продължава от 5 септември до 19 ноември (по други данни до 6 декември) 1240 г. По друга версия, Киев е превзет за 9 дни.

## Предистория
Киев фигурира в плановете на монголските завоевания като цел още от 1223 г.. След победата при Калка, Субетей и Джебе се придвижват към Киев, но преди да го достигнат, се връщат на изток.
След като монголите разоряват Черниговското княжество през есента и зимата на 1239 – 1240 г., тяхна войска, оглавена от Мунке, се разполага на брега на Днепър срещу Киев. Мунке изпраща посолство с искане града да се предаде, но посланиците са убити от киевляните. Киевският княз Михаил Всеволодович, водач на черниговските Олговичи, заминава за Унгария, но опитът му да сключи династичен съюз с крал Бела IV се проваля.
През пролетта на 1240 г. Великият хан Угедей приема решение за отзоваването на войските на Гуюк и Мунке от западния поход но, според руските летописи, те участват при превземането на Киев, и се отделят от войските на Бату и Субетей по-късно.

## Обсада и щурм
Монголите нахлуват в Киевското княжество, опустошават Поросието и обсаждат Киев на 5 септември 1240 г. Отбраната ръководи хилядника на Даниил Галицки, Дмитро. Самият Даниил още преди пристигането на монголите е заминал за Унгария с цел да сключи династичен съюз с крал Бела IV, но опитът се оказва неуспешен.
Съгласно летописите, Даниил се завръща към Киевска Рус по време на нашествието, но не успява да премине в руската земя, тъй като княжеската му дружина е малка, и се завръща в Унгария.
Решаващият щурм се провежда на 5 декември 1240 г. Монголите пробиват стените на града едновременно на няколко места, но защитниците на Киев се оттеглят в детинеца (вътрешната крепост). На следващия ден, войските на Бату пристъпват към щурм на централните части на града. Сломявайки съпротивата на киевляни, монголите извършват масово клане и подпалват Десетинната църква, в която са се укрили последните защитници на града. Хилядникът Дмитро попада в плен.

## Последствия
Монголската войска се отправя към Волин, откъдето частите на Гуюк и Мунке се оттеглят на изток. Част от войските на централния улус, начело с Кадан, и на улуса на Чагатай, начело с Байдар, продължават участието си в похода на запад, заедно с войските на улуса Джучи. Съгласно Ипатиевската летопис, плененият Дмитро, жалеейки за разорените руски земи, ги посъветва бързо да продължат към Унгария, за да изпреварят организирането на съпротива там.